# Bemalambda
Bemalambda is een geslacht van uitgestorven zoogdieren behorend tot de familie Bemalambdidae van de Pantodonta dat tijdens het Paleoceen in oostelijk Azië leefde. 

## Fossiele vondsten
Fossielen van Bemalambda zijn gevonden in de Volksrepubliek China. De vondsten dateren uit het Vroeg-Paleoceen, tijdens de Asian land mammal age Shanghuan. 

## Kenmerken
Bemalambda is de best bekende vroege Aziatische pantodont en met een complete schedel en skelet bovendien het best bewaarde zoogdier uit het Shanghuan. Dit dier was een middelgrote vorm met een schouderhoogte van 45 cm, vergelijkbaar met een grote hond. Bemalambda had een korte kop van 20 cm lang met een kleine herseninhoud, brede snuit en aanhechtingspunten voor sterke kaakspieren, een robuust lichaam en sterke poten die waarschijnlijk gebruikt werden om te graven. Bemalambda was een traag bewegende zoolganger. Het gebit wijst op een omnivoor dieet van bladeren, fruit en ongewervelden. Bemalambda leefde nabij water. 